# Leptocythere pellucida
Leptocythere pellucida är en kräftdjursart som först beskrevs av Baird 1850.  Leptocythere pellucida ingår i släktet Leptocythere och familjen Leptocytheridae. Arten är reproducerande i Sverige. Inga underarter finns listade i Catalogue of Life.